# Alianza por México
Die Alianza por México war ein strategisches Wahlbündnis zwischen den mexikanischen Parteien PRI und PVEM zur mexikanischen Präsidentschaftswahl 2006. Gemeinsamer Kandidat war Roberto Madrazo.